# Vysoké Studnice
Pour les articles homonymes, voir Studnice.
Vysoké Studnice (en allemand : Hochstudnitz) est une commune du district de Jihlava, dans la région de Vysočina, en Tchéquie. Sa population s'élevait à 427 habitants en 2024.

## Géographie
Vysoké Studnice se trouve à 11 km à l'est de Jihlava et à 121 km au sud-est de Prague.
La commune est limitée par Rybné au nord, par Věžnice à l'est, par Kamenice, Bítovčice et Luka nad Jihlavou au sud, et par Kozlov à l'ouest.

## Histoire
La première mention écrite de la localité date de 1342.

## Transports
Par la route, Vysoké Studnice se trouve à 13 km de Polná, à 15 km de Jihlava et à 136 km de Prague.